# Kylie Welker
Kylie Renee Welker (ur. 17 grudnia 2003) – amerykańska zapaśniczka walcząca w stylu wolnym. 
Brązowa medalistka mistrzostw świata w 2024. Siódma na igrzyskach panamerykańskich w 2023. Mistrzyni panamerykańska w 2025. 
Trzecia na igrzyskach panamerykańskich młodzieży w 2021. Mistrzyni świata U-23 w 2023 i trzecia w 2021. Mistrzyni świata juniorów w 2021 roku.
Zawodniczka Waterford Union High School i University of Iowa.